# Музей современного искусства Мадейры
Музей современного искусства Мадейры (порт. Museu de Arte Contemporânea da Madeira, MUDAS) — художественная галерея в муниципалитете Кальета, недалеко от города Фуншал (автономный регион Мадейра), открытая в 2005 году; расположена на территории культурного центра «Centro das Artes — Casa das Mudas», открытого в 2004 году; занимает площадь в 1811 м². Основу коллекции музея составляют фонды из Музея современного искусства Фуншала.

## История и описание
Музей современного искусства на острове Мадейра начал формироваться в середине 1960-х годов. Начиная с 1986 года часть коллекции была представлена широкой аудитории в помещениях особняка «Quinta Magnólia», являвшегося отделом современного искусства местного художественного музея «Quinta das Cruzes». Затем, в июле 1992 года, в крепости Форталеза-де-Сан-Тьягу был создан Музея современного искусства Фуншала (MACFunchal), занимавший площадь в 428 м².
В связи с ростом собрания у музея возникла потребность в новых помещениях. В 2004 году в муниципалитете Кальета, расположенном к западу от столицы острова, был открыт культурный центр «Centro das Artes — Casa das Mudas»: проект музейного здания был создан местным архитектором Пауло Давидом Абреу Андраде и удостоен ряда наград. Музей современного искусства Мадейры имеет постоянную экспозицию, состоящую преимущественно из работ португальских авторов — включая работы Аны Атерли и Елены Алмейды. Он тажке проводит временные выставки иностранных авторов. После переезда музей получил новое хранилище, необходимые технические помещения, центр документации, аудиторию (лекторий), кафетерий и музейных магазин.